# Nasa picta
Nasa picta är en brännreveväxtart. Nasa picta ingår i släktet färgkronor, och familjen brännreveväxter.

## Underarter
Arten delas in i följande underarter:
- N. p. pamparomasii
- N. p. picta